# Mizuho (Tokio)
Mizuho (瑞穂町 Mizuho-machi?) es un pueblo que se encuentra al norte de Tokio, Japón; específicamente dentro del distrito de Nishitama.
Según datos del 2010, el pueblo tiene una población estimada de 33.445 habitantes y una densidad de 1990 personas por km². El área total es de 16,83 km².
Fue establecida como pueblo el 10 de noviembre de 1940 tras la fusión de cuatro villas. Posteriormente, el 15 de octubre de 1958, absorbió la villa de Motosayama, que pertenecía anteriormente a la prefectura de Saitama.
Geográficamente se ubica separada del resto del distrito de Nishitama y la rodean las siguientes ciudades:
- Al este: Musashimurayama y Tokorozawa (prefectura de Saitama)
- Al oeste: Ōme y Hamura
- Al norte: Iruma (prefectura de Saitama)
- Al sur: Fussa

Al sur del pueblo se encuentra parte de la Base Aérea de Yokota. Recorren algunos ríos pequeños como el río Zanbori (afluente del río Tama) y el río Furō (afluente del río Arakawa).

## Ciudades hermanadas
- Morgan Hills, California, Estados Unidos